# Белоцкий, Анатолий Авксентьевич
Анатолий Авксентьевич Белоцкий (укр. Анатолій Овсентійович Білоцький; 24 декабря 1908, Любарка — 17 октября 1968, Киев) — советский бандурист и архитектор.

## Биография
Изучал игру на бандуре у Ф. Дорошко, Г. Копана и Н. Опришко. Окончил в 1933 году Киевскую вечернюю консерваторию (класс М.А.Полотая) и Киевский строительный институт. Выступил в 1933 году на Всесоюзной выставке художественной самодеятельности в Москве, в 1937—1938 годах руководил ансамблем бандуристов Управления милиции г. Киева.
В годы Великой Отечественной войны участвовал в партизанском движении, после освобождения Украины как солдат Красной армии сражался в Польше, Чехословакии, Венгрии и Румынии.
В 1945—1948 годах работал в ансамбле бандуристов Украинского радио, в 1950—1955 — руководил ансамблем бандуристов Киевского дома учителя, в 1954—1966 годах — ансамблем кобзарей Украинского общества слепых. Автор думы о Ковпаке.